# Rząd federalny Niemiec
Rząd Federalny Republiki Federalnej Niemiec (Bundesregierung der Bundesrepublik Deutschland, tzw. gabinet) – organ władzy wykonawczej w Niemczech składający się z kanclerza federalnego i z ministrów federalnych.

## Kompetencje rządu federalnego
Kanclerz federalny zajmuje w rządzie i w stosunku do ministrów federalnych suwerenną, nadrzędną pozycję. Stoi on na czele rządu. Wyłącznie jemu przysługuje prawo tworzenia rządu: wybiera ministrów i występuje do prezydenta z wiążącą propozycją ich mianowania lub odwołania. Kanclerz decyduje poza tym o liczbie ministrów i ustala zakres ich kompetencji.
Silna pozycja kanclerza wiąże się z jego prawem do ustalania wytycznych, przede wszystkim w zakresie polityki rządu. W ramach tych wytycznych ministrowie federalni kierują swoimi resortami samodzielnie i na własną odpowiedzialność. W praktyce politycznej kanclerz stojący na czele rządu koalicyjnego musi również uwzględniać uzgodnienia koalicyjne. Nie bez racji niemiecki system rządowy określany jest mianem demokracji kanclerskiej. Kanclerz federalny jest jedynym członkiem rządu wybieranym przez parlament i tylko on przed nim odpowiada. Odpowiedzialność ta może się wyrażać w konstruktywnym wotum nieufności. Wprowadzono je do Ustawy Zasadniczej, świadomie odchodząc w tym punkcie od konstytucji weimarskiej. Ma ono zapobiec obalaniu rządów przez grupy opozycyjne będące zgodne tylko w swej niechęci, lecz nieposiadające programu alternatywnego.
Jeżeli Bundestag chce kanclerzowi wyrazić swe wotum nieufności, to musi zarazem większością głosów wybrać jego następcę. Próby obalenia kanclerza przy pomocy konstruktywnego wotum nieufności były dotychczas podejmowane dwukrotnie, ale tylko jedna z nich powiodła się: w październiku 1982 wskutek wotum nieufności zgłoszonego wobec ówczesnego kanclerza federalnego Helmuta Schmidta na urząd kanclerza federalnego został wybrany Helmut Kohl. Ustawa Zasadnicza nie zna pojęcia wotum nieufności wobec poszczególnych ministrów.

## Lista resortów
- Federalne Ministerstwo Spraw Zagranicznych (Auswärtiges Amt)
- Federalne Ministerstwo Spraw Wewnętrznych (Bundesministerium des Innern)
- Federalne Ministerstwo Sprawiedliwości (Bundesministerium der Justiz)(Bundesministerium der Justiz)
- Federalne Ministerstwo Finansów (Bundesministerium der Finanzen)
- Federalne Ministerstwo Gospodarki i Ochrony Klimatu (Bundesministerium für Wirtschaft und Klimaschutz)
- Federalne Ministerstwo Wyżywienia i Rolnictwa (Bundesministerium für Ernährung und Landwirtschaft)
- Federalne Ministerstwo Pracy i Spraw Socjalnych (Bundesministerium für Arbeit und Soziales)
- Federalne Ministerstwo Obrony (Bundesministerium der Verteidigung)
- Federalne Ministerstwo Rodziny, Seniorów, Kobiet i Młodzieży (Bundesministerium für Familie, Senioren, Frauen und Jugend)
- Federalne Ministerstwo Zdrowia (Bundesministerium für Gesundheit)
- Federalne Ministerstwo Cyfryzacji i Transportu (Bundesministerium für Digitales und Verkehr)
- Federalne Ministerstwo Środowiska, Ochrony Przyrody, Bezpieczeństwa Nuklearnego i Ochrony Konsumentów (Bundesministerium für Umwelt, Naturschutz, nukleare Sicherheit und Verbraucherschutz)
- Federalne Ministerstwo Oświaty i Badań Naukowych (Bundesministerium für Bildung und Forschung)
- Federalne Ministerstwo Współpracy Gospodarczej i Rozwoju (Bundesministerium für wirtschaftliche Zusammenarbeit und Entwicklung), resort współpracy z krajami rozwijającymi się

## Historia

### Rządy Rzeszy (II Rzesza 1871–1919)
Rządy Rzeszy Cesarskiej (niem. Reichsleitung, dosł. kierownictwo Rzeszy) podlegały formalnie prezydium federacji (Bundespräsidium), sprawowanym przez króla Prus z tytułem cesarza niemieckiego. W praktyce prawie zawsze stosowano unię personalną funkcji kanclerza i pruskiego premiera. Kierownictwo Rzeszy składało się z kanclerza Rzeszy (Reichskanzler) i podległych mu sekretarzy stanu (Staatssekretär), kierujących urzędami (Ämter), nie stanowiło zatem klasycznego rządu jako ciała kolegialnego.
- Trzeci rząd Ottona von Bismarcka
- Czwarty rząd Ottona von Bismarcka
- Rząd Leo von Capriviego
- Pierwszy rząd Chlodwiga zu Hohenlohe-Schillingsfürsta
- Drugi rząd Chlodwiga zu Hohenlohe-Schillingsfürsta
- Rząd Bernharda von Bülowa
- Pierwszy rząd Theobalda von Bethmanna-Hollwega
- Drugi rząd Theobalda von Bethmanna-Hollwega
- Rząd Georga Michaelisa
- Rząd Georga von Hertlinga
- Rząd Maxa von Badena
- Rząd Friedricha Eberta

### Rządy Rzeszy (Republika Weimarska 1919–1933)
- Rząd Philippa Scheidemanna
- Rząd Gustava Bauera
- Pierwszy rząd Hermanna Müllera
- Rząd Konstantina Fehrenbacha
- Pierwszy rząd Josepha Wirtha
- Drugi rząd Josepha Wirtha
- Rząd Wilhelma Cuno
- Pierwszy rząd Gustava Stresemanna
- Drugi rząd Gustava Stresemanna
- Pierwszy rząd Wilhelma Marxa
- Drugi rząd Wilhelma Marxa
- Pierwszy rząd Hansa Luthera
- Drugi rząd Hansa Luthera
- Trzeci rząd Wilhelma Marxa
- Czwarty rząd Wilhelma Marxa
- Drugi rząd Hermanna Müllera
- Pierwszy rząd Heinricha Brüninga
- Drugi rząd Heinricha Brüninga
- Rząd Franza von Papena
- Rząd Kurta von Schleichera

### Rządy Rzeszy (III Rzesza 1933–1945)
- Rząd Adolfa Hitlera
- Rząd Josepha Goebbelsa
- Rząd Lutza Schwerina von Krosigka

### 1945–1948
- Sojusznicza Rada Kontroli Niemiec

### Rządy Federalne Republiki Federalnej Niemiec (od 1949)
- Pierwszy rząd Konrada Adenauera
- Drugi rząd Konrada Adenauera
- Trzeci rząd Konrada Adenauera
- Czwarty rząd Konrada Adenauera
- Piąty rząd Konrada Adenauera
- Pierwszy rząd Ludwiga Erharda
- Drugi rząd Ludwiga Erharda
- Rząd Kurta Georga Kiesingera
- Pierwszy rząd Willy’ego Brandta
- Drugi rząd Willy’ego Brandta
- Pierwszy rząd Helmuta Schmidta
- Drugi rząd Helmuta Schmidta
- Trzeci rząd Helmuta Schmidta
- Pierwszy rząd Helmuta Kohla
- Drugi rząd Helmuta Kohla
- Trzeci rząd Helmuta Kohla
- Czwarty rząd Helmuta Kohla
- Piąty rząd Helmuta Kohla
- Pierwszy rząd Gerharda Schrödera
- Drugi rząd Gerharda Schrödera
- Pierwszy rząd Angeli Merkel
- Drugi rząd Angeli Merkel
- Trzeci rząd Angeli Merkel
- Czwarty rząd Angeli Merkel
- Rząd Olafa Scholza
- Rząd Friedricha Merza